# 福井市農業協同組合

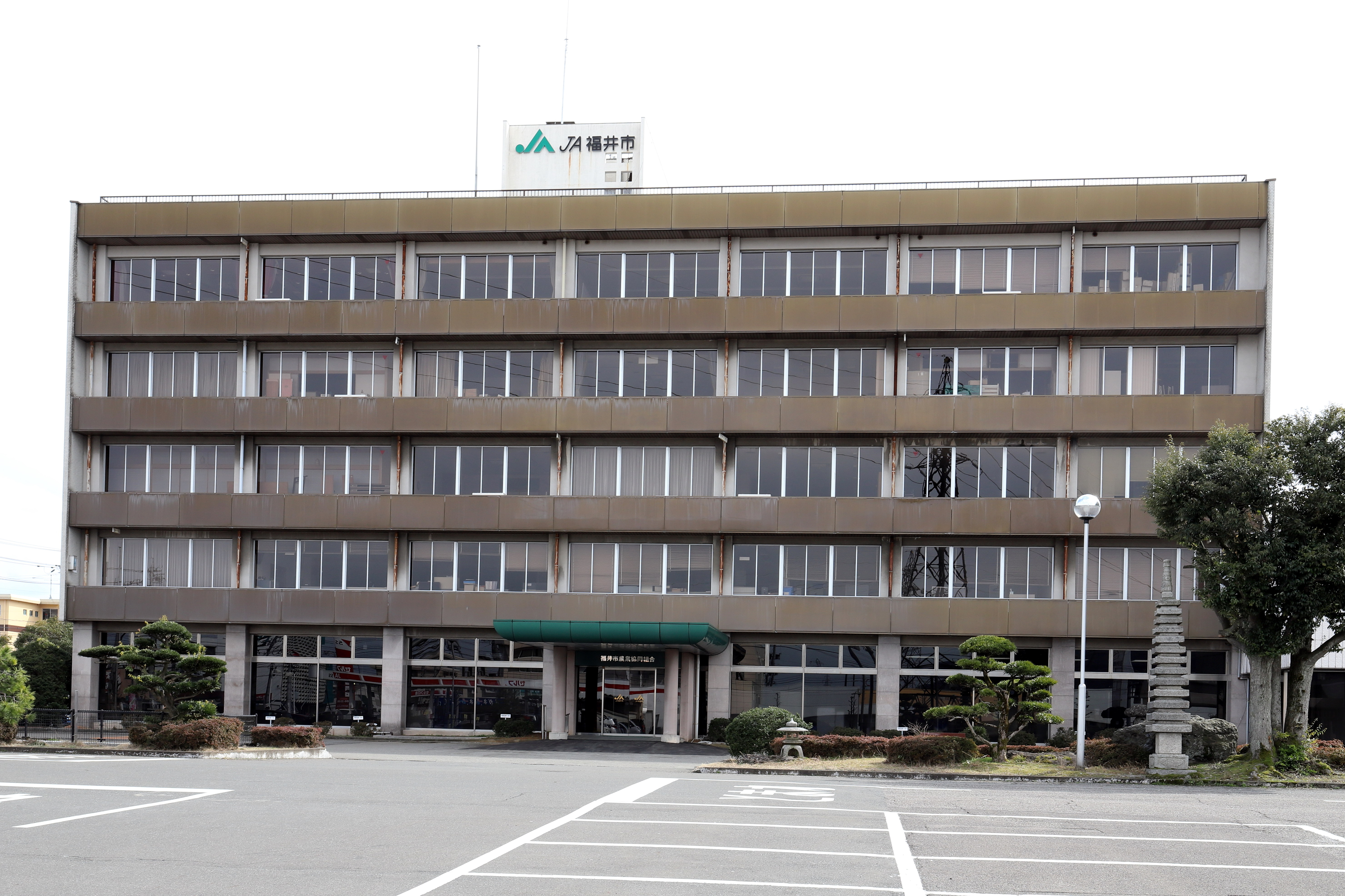
旧JA福井市本店があった福井市農協会館。現在はJA福井県の福井営農経済センター、福井中央支店が入居している。

福井市農業協同組合（ふくいしのうぎょうきょうどうくみあい）は、かつて福井県福井市に本店を置いていた農業協同組合。通称はJA福井市。
2020年（令和2年）4月1日に、越前たけふ農業協同組合（JA越前たけふ）を除く福井県内の各JAと合併し福井県農業協同組合（JA福井県）が発足。これに伴い、JA福井市は廃止された。

## 概要
- 1996年4月1日、福井市農業協同組合と福井市北部農業協同組合が合併して誕生。合併前のJA福井市と合併後のJA福井市は別法人である。
- 2009年1月1日、越前美山農業協同組合（JA越前美山）と合併、JA福井市が存続法人となる。
  - 管轄の区域は麻生津・文殊・上文殊・杉の木台地区（JA福井市南部）、旧清水町・越廼村（JA越前丹生）を除く福井市
- 2018年3月29日、恒常的に赤字であった組合マーケット全4店舗を閉店[5]。
- 本店:福井県福井市渕四丁目606番地（現在はJA福井県の福井営農経済センター・福井中央支店となっている[6]）北緯36度2分44.5秒 東経136度11分11.8秒

## おもな事業所
以下は旧JA福井市としての事業所。すべて管轄区域内に所在していた。
- 支店 - 25店舗（うち総合支店6店舗）
- 農業施設センター - 5箇所
- 精米センター - 1箇所
- 食料品チェーンストア「Aコープ」 - 市街地及び周辺3店舗
- 農産物直売所「愛菜館」 - 2店舗
- 燃料販売 - ガソリンスタンド4店舗、灯油配送拠点1箇所、LPG配送拠点1箇所
- 福祉施設「アクティブあぐり」 - 3箇所
- セレモニーホール「ソートフル」 - 2箇所

他